# Escúllar
Escúllar es una localidad y pedanía española perteneciente al municipio de Las Tres Villas, en la provincia de Almería, comunidad autónoma de Andalucía, incluida por tanto en la comarca del Los Filabres-Tabernas. Esta pedanía se encuentra muy próxima a la AL-5405, que la une con la A-92 y a unos siete kilómetros de la cabecera municipal, siendo sus coordenadas geográficas 37º 10' 38" N y 2º 44' 8" O. Tiene 195 habitantes (INE, año 2023).

## Demografía
| Gráfica de evolución demográfica de Escúllar entre 1842 y 1970 |
| |
| Población de derecho según los censos de población del INE. Población de hecho según los censos de población del INE.Entre el censo de 1981 y el anterior, este municipio desaparece porque se agrupa en el municipio 04901 (Las Tres Villas). |

Datos de población de los últimos años, según el INE español:
| Gráfica de evolución demográfica de Escúllar entre 2000 y 2022 |
|                                                                |
| Datos según el nomenclátor publicado por el INE.               |